# Chapada dos Guimarães
Chapada dos Guimarães is een gemeente in de Braziliaanse deelstaat Mato Grosso. De gemeente telt 18.190 inwoners (schatting 2009).

## Galerij

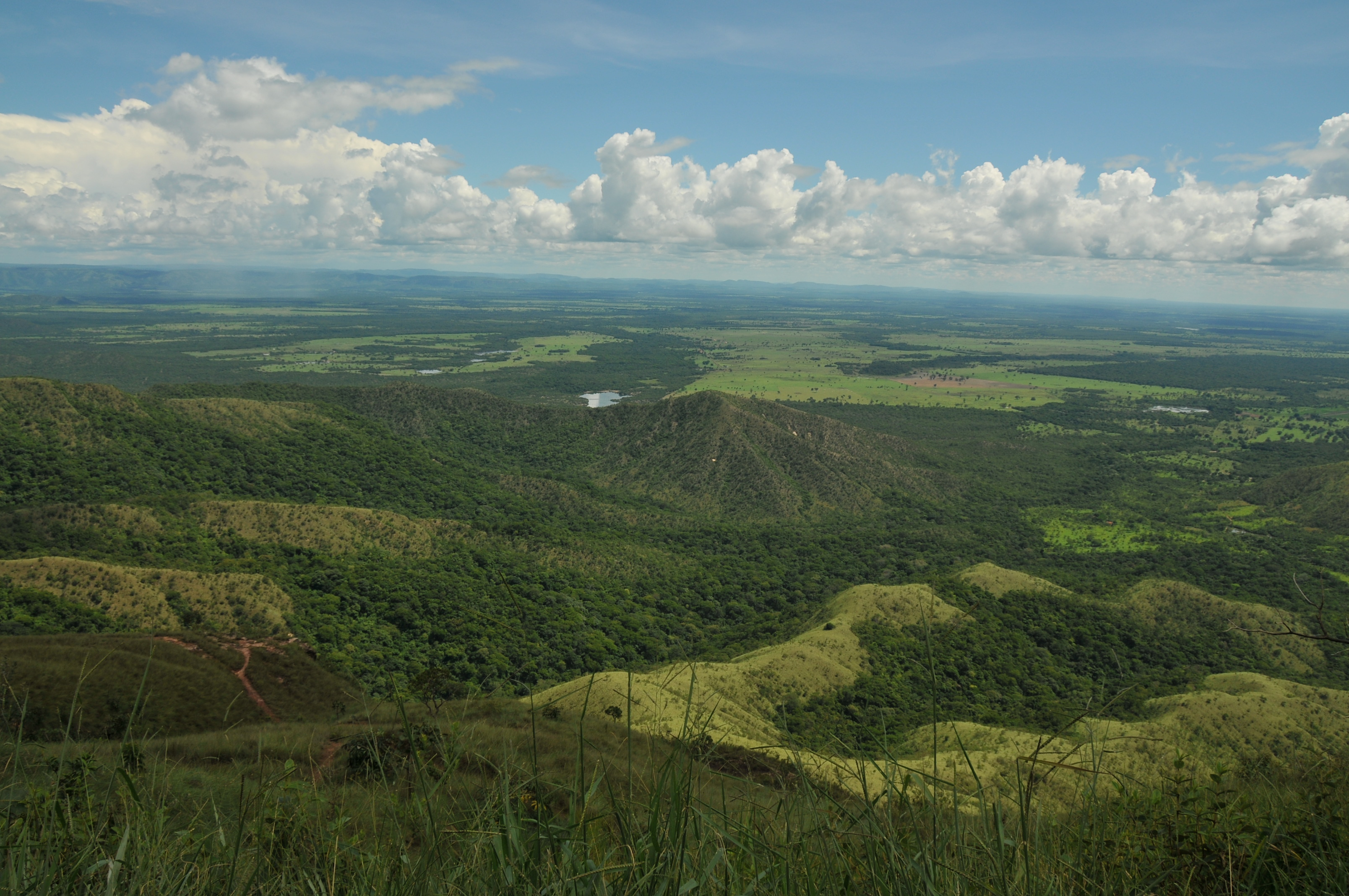
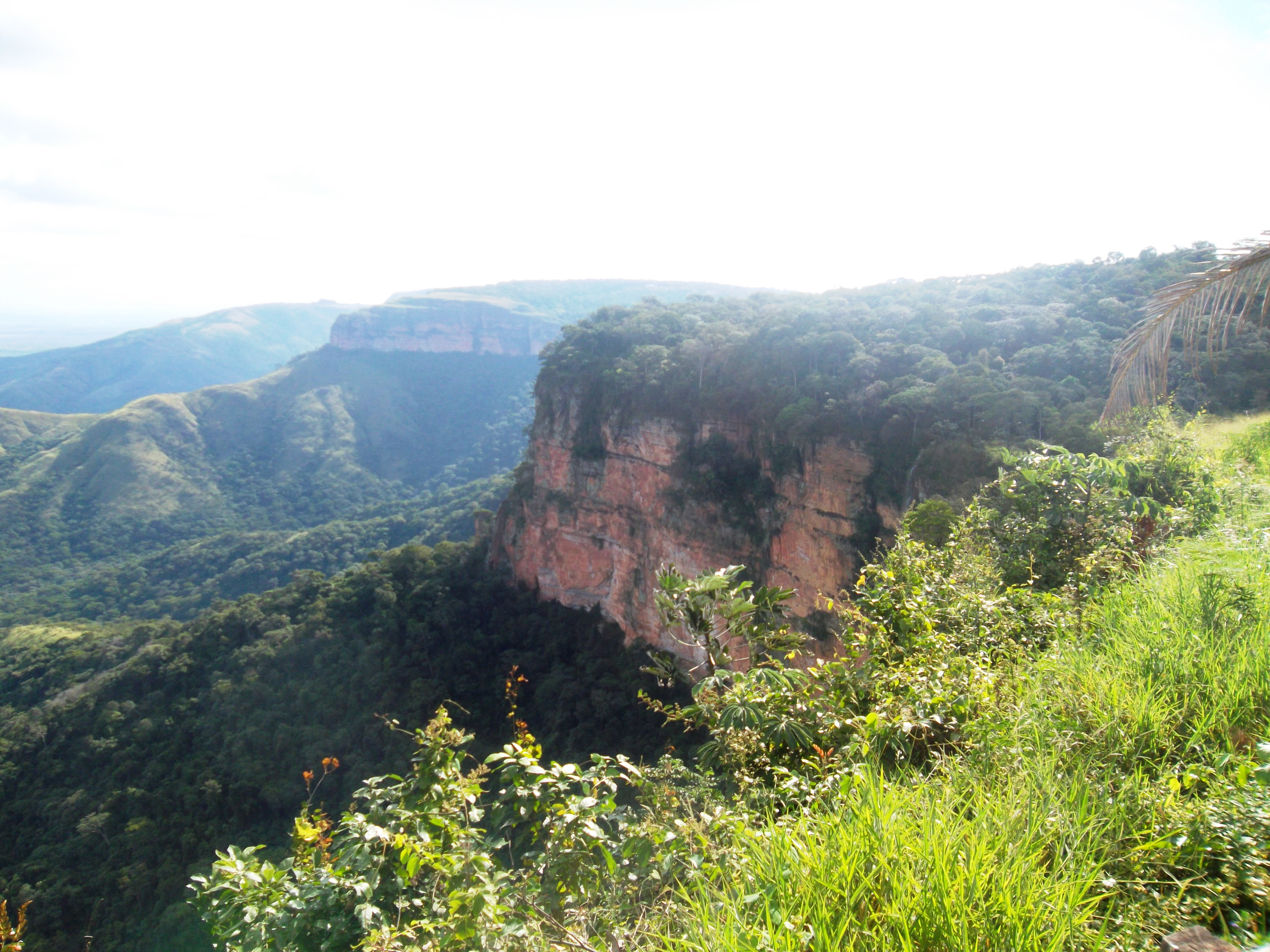
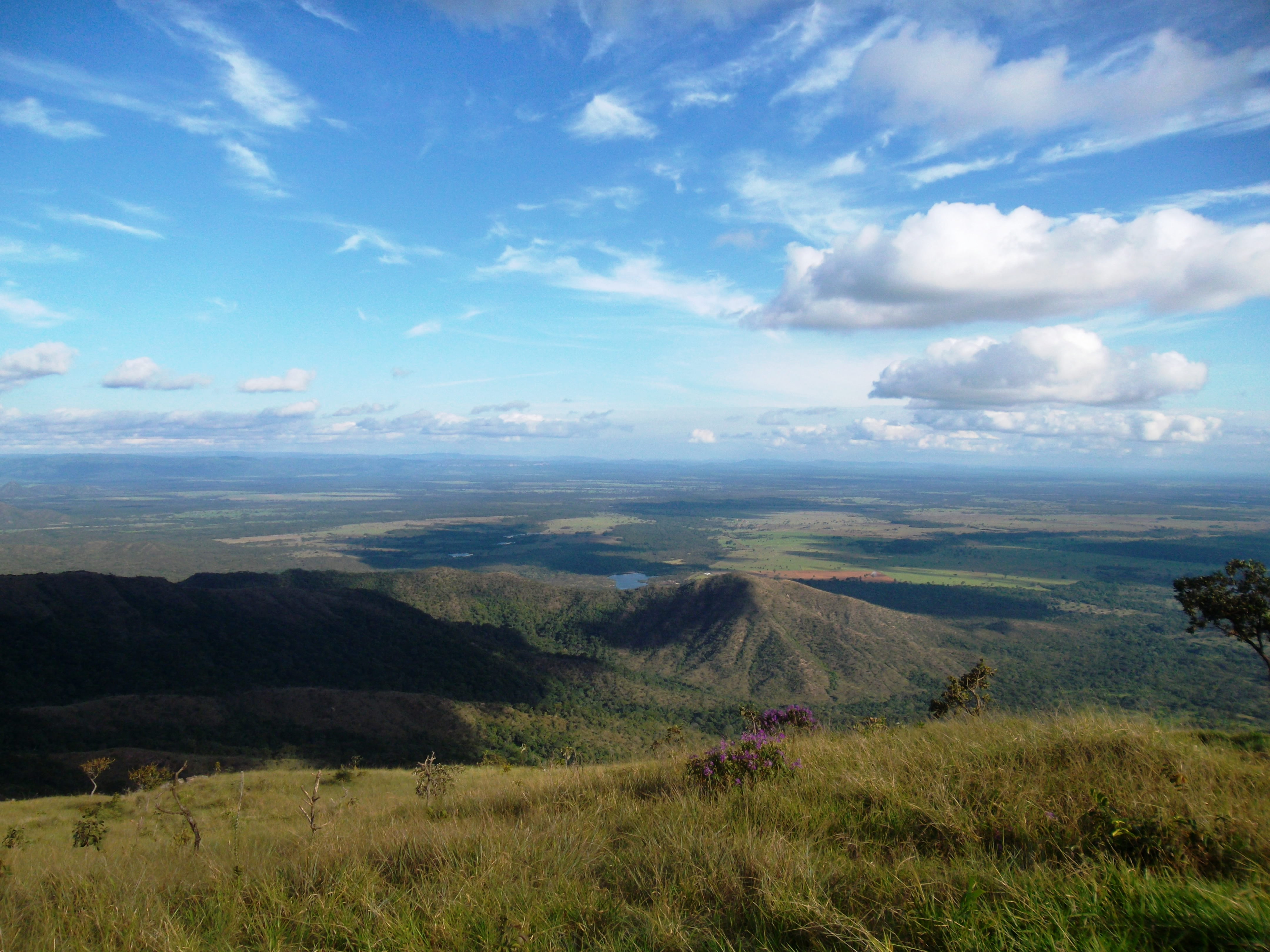
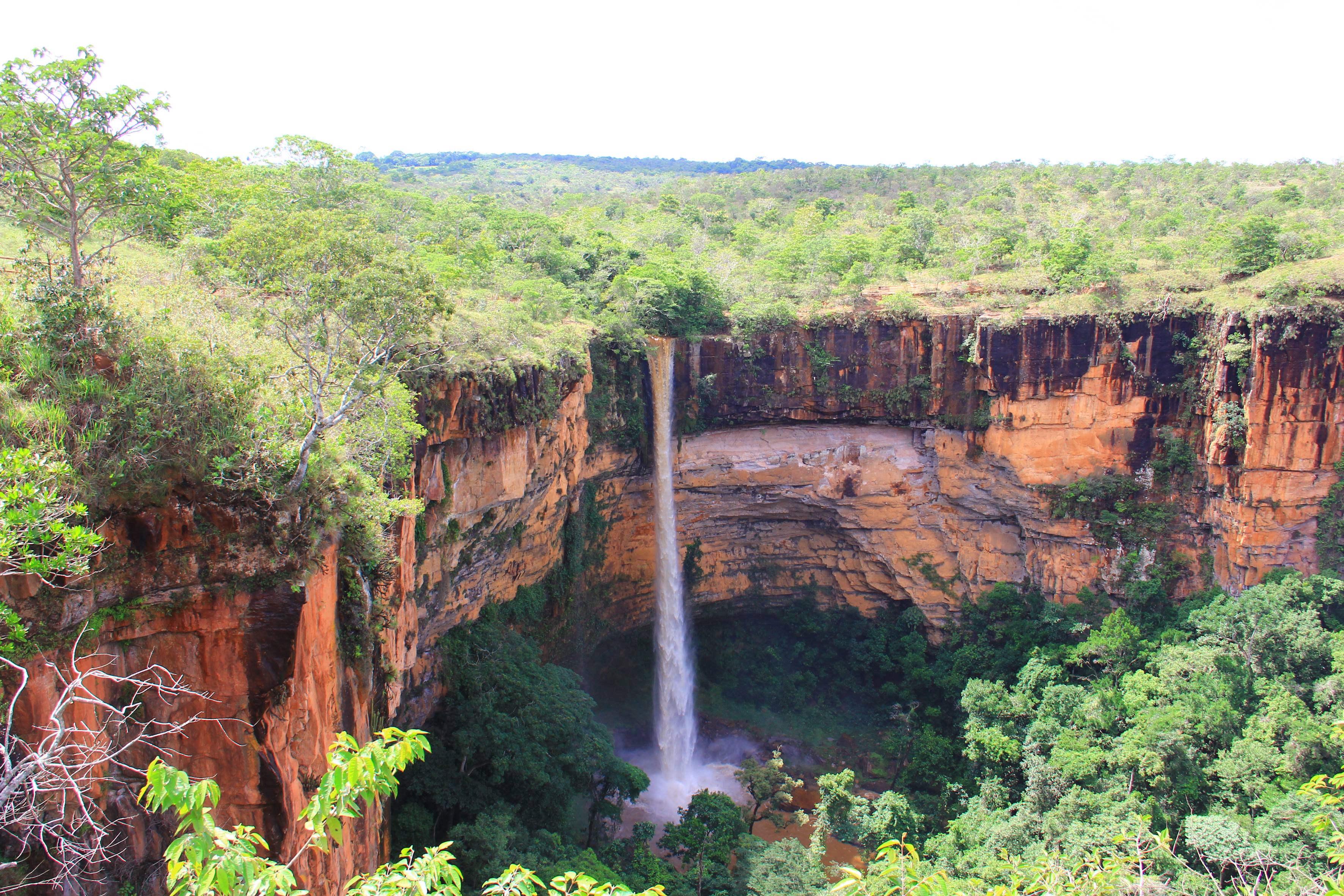
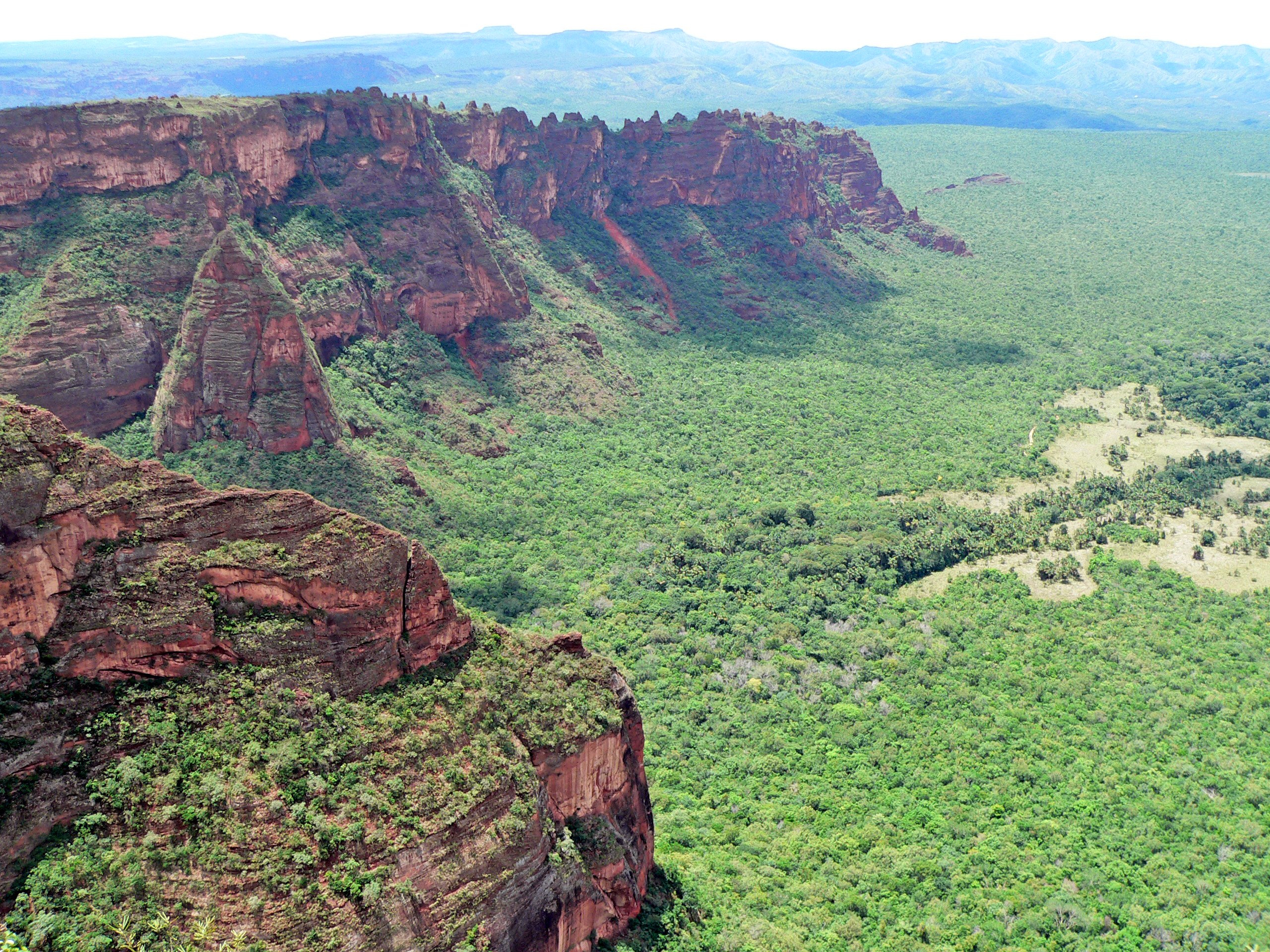